# Bill Wyman's Rhythm Kings
Bill Wyman's Rhythm Kings (в переводе с англ. — «Короли ритма Билла Уаймена») — британская блюз-рок-группа, основанная и возглавляемая басистом Биллом Уайменом, участником The Rolling Stones. Аккомпанирующий состав менялся в зависимости от занятости музыкантов, звёзд мировой величины, в других проектах, британская The Daily Telegraph описала эту схему как «непостоянный состав ветеранов». Их концерты и альбомы, как правило, строились на кавер-версиях блюзов, R&B и ранних рок-н-ролльных хитов 1950-х годов.

## История
Уаймен сформировал Rhythm Kings после ухода из Rolling Stones в 1993 году после их мирового турне в поддержку Steel Wheels и объявленного за ним перерыва, ссылаясь на желание работать в небольших клубах и избегать шумихи и давления, связанных с участием в одной из самых успешных мировых рок-групп.
10 декабря 2007 года Уаймен и его «Короли ритма» выступили вместе с воссоединившейся группой Led Zeppelin на концерте Ahmet Ertegun Tribute Concert в O2 в Лондоне.
В 2009 году ещё один бывший участник Rolling Stones Мик Тейлор был приглашен в качестве приглашённого исполнителя.
Группа не выступала живьём с 2014 года, а последний студийный альбом Studio Time выпустила в 2018 году.

## Дискография
Студийные альбомы
- октябрь 1997 — Struttin' Our Stuff[англ.]
- февраль 1999 — Anyway the Wind Blows
- май 2000 — Groovin
- май 2001 — Double Bill
- май 2004 — Just for a Thrill
- 2018 — Studio Time

Концертные альбомы
- ноябрь 2005 — Rhythm Kings Live
- сентябрь 2011 — Live Communication

Видеоальбомы
- 2002 — Концерт «Короли ритма» Билла Уаймена
- 2004 — Короли ритма Билла Уаймена - Пусть наступают хорошие времена

## Участники проекта
| Участники концертных туров - Bill Wyman бас-гитара, вокал - Gary Brooker клавишные, вокал - Georgie Fame клавишные, вокал - Mike Sanchez клавишные, вокал - Beverly Skeete вокал - Janice Hoyte вокал - Eddie Floyd вокал - Graham Broad ударные - Albert Lee гитара, вокал - Andy Fairweather-Low гитара, вокал - Martin Taylor гитара - Terry Taylor гитара, вокал - Nick Payn саксофон - Frank Mead саксофон - Geraint Watkins клавишные, вокал - Gary U.S. Bonds вокал | Участники в студии - Paul Carrack вокал - Eric Clapton гитара - Tommy Emmanuel гитара - Peter Frampton гитара - George Harrison гитара - Mark Knopfler гитара - Mick Taylor гитара - Odetta вокал - Anita Kelsey вокал - Nicky Hopkins клавишные - Chris Stainton клавишные - Max Middleton клавишные - Ringo Starr ударные - Ray Cooper ударные - Axel Zwingenberger клавишные |

## Внешние ссылки
- Официальный сайт Bill Wyman's Rhythm Kings (англ.)